# Melody Maker
Melody Maker – czasopismo wydawane w Wielkiej Brytanii, przez swego wydawcę nazywane najstarszym tygodnikiem muzycznym na świecie. Powstało w roku 1926 jako magazyn dla muzyków; w roku 2000 zostało połączone ze swoim „odwiecznym rywalem”, należącym do tego samego wydawcy (IPC Media), New Musical Express.
Ogłoszenia zamieszczane w Melody Maker pomogły w zebraniu składów m.in. dla:
- Noel Redding odpowiedział na ogłoszenie zespołu The New Animals, ostatecznie menedżer Chas Chandler zapoznał go z Jimim Hendrixem[1].
- w 1968 Bill Bruford zamieścił ogłoszenie, na które odpowiedzieli Jon Anderson i Chris Squire, czego rezultatem było powstanie zespołu Yes
- w 1971 Steve Hackett z Genesis zamieścił ogłoszenie, na które odpowiedział Phil Collins
- dzięki ogłoszeniu w 1973 Deep Purple odkryło nieznanego wtedy Davida Coverdale'a
- w 1981 członkowie Depeche Mode znaleźli klawiszowca Alana Wildera
- w 1982 Kajagoogoo znalazło frontmana Limahla.